# Zud

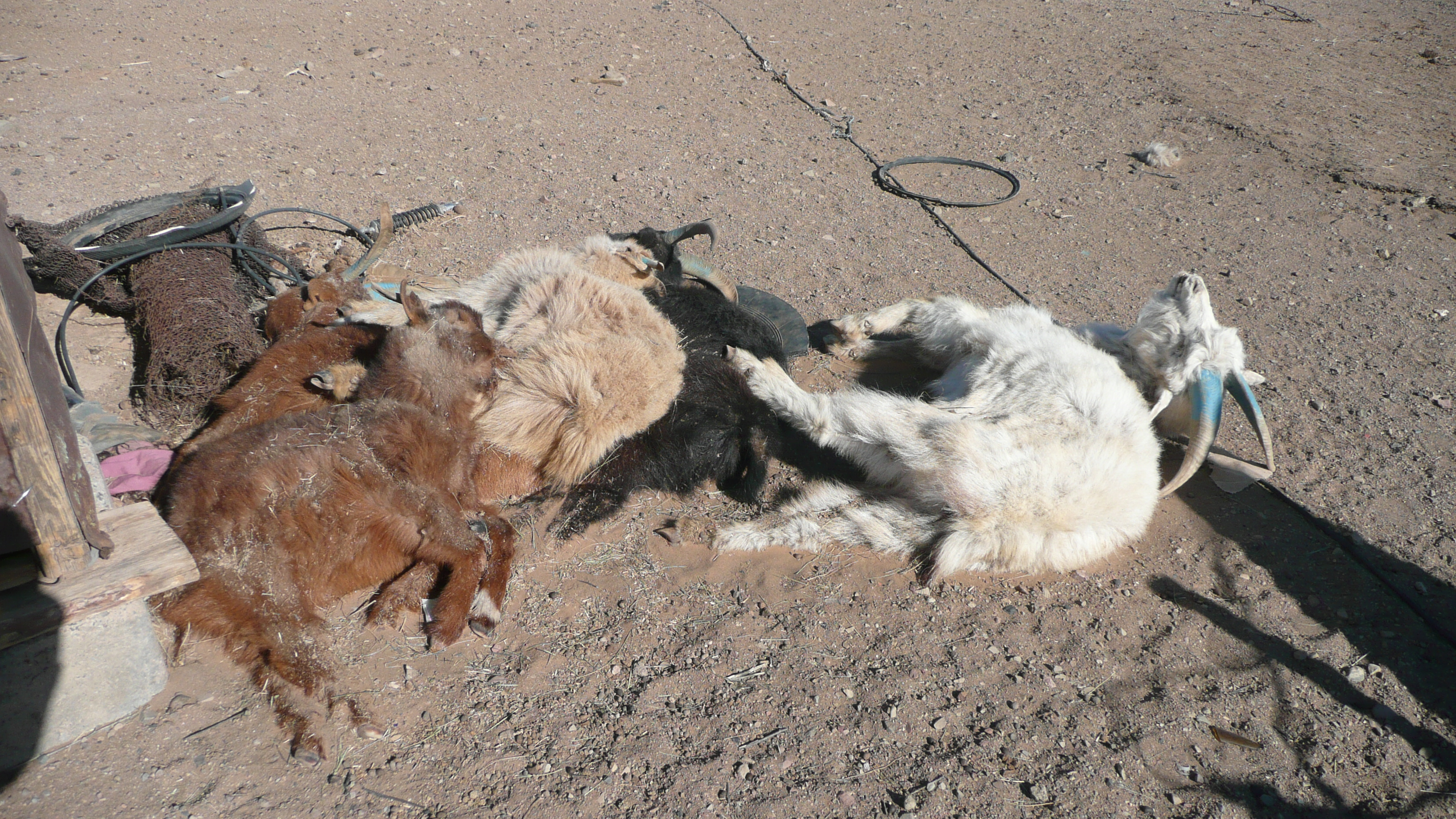
Dê chết vì hậu quả của một zud "đen". Sa mạc Gobi, tháng 3 năm 2010.

Một zud hoặc dzud (tiếng Mông Cổ: зуд, tiếng Hán còn gọi là Bạch phong mao) là một thuật ngữ của người Mông Cổ đặt cho một mùa đông nghiêm trọng, trong đó số lượng lớn vật nuôi chết, chủ yếu là do đói vì không thể ăn cỏ, trong các trường hợp khác là do trực tiếp từ cái lạnh. Có nhiều loại zud khác nhau, bao gồm zud "trắng", đó là một mùa đông cực kỳ nhiều tuyết, trong đó vật nuôi không thể tìm thấy thức ăn để bổ sung cho chính nó qua lớp tuyết phủ và rồi chết đói.
Một phần ba dân số Mông Cổ phụ thuộc hoàn toàn vào loại hình nông nghiệp chăn nuôi du mục phục vụ cho sinh kế của họ và zud khắc nghiệt có thể gây ra khủng hoảng kinh tế và các vấn đề về an ninh lương thực trong nước. Thảm họa thiên nhiên này chỉ có ở Mông Cổ.

## Mô tả và giảm thiểu
Có nhiều loại zud khác nhau:
- Tsagaan (trắng) zud hay bạch phong mao là kết quả từ tuyết rơi nhiều đã ngăn cản vật nuôi tìm đến đến thức ăn.[4] Đó là một thảm họa thường xuyên và nghiêm trọng đã gây ra một số lượng lớn vật nuôi chết.[5]
- Khar (đen) zud là kết quả từ một đợt thiếu tuyết trong khu vực chăn thả, dẫn đến cả vật nuôi và con người bị thiếu nước. Loại zud này không xảy ra hàng năm cũng không ảnh hưởng đến các khu vực rộng lớn. Nó chủ yếu xảy ra ở vùng sa mạc Gobi.[4]
- Tumer (sắt) zud là kết quả từ một mùa đông ấm áp ngắn, tiếp theo là một đợt lạnh quay trở lại làm giảm nhiệt độ gây ra đóng băng phụ. Tuyết tan chảy và sau lại đó đóng băng một lần nữa tạo ra một lớp băng phủ không thể phá dỡ làm cản trở việc chăn thả gia súc.[4]
- Khuiten (lạnh) zud xảy ra khi nhiệt độ giảm xuống mức rất thấp trong vài ngày. Nhiệt độ lạnh và gió mạnh ngăn chặn việc chăn thả gia súc; các loài động vật phải sử dụng hầu hết năng lượng của chúng để giữ ấm.[4]
- Khudsarsan (kết hợp) zud là sự kết hợp của ít nhất hai trong số các loại zud trên.

Một số phương pháp truyền thống để bảo vệ vật nuôi khỏi điều kiện thời tiết khắc nghiệt này bao gồm sấy khô và tích trữ cỏ cắt được trong những tháng mùa hè, và thu thập phân cừu và dê để xây dựng các khối dễ cháy khô gọi là "Khurjun" hoặc kizyak. Cỏ khô có thể được dùng để nuôi động vật để ngăn ngừa tử vong do đói khi zud xảy ra. Các "Khurjun", hoặc khối phân cừu và dê được xếp chồng lên nhau để tạo ra một bức tường để bảo vệ vật nuôi từ gió lạnh và giữ cho chúng đủ ấm để chịu được các điều kiện khắc nghiệt. Những khối này cũng có thể cháy được để làm nhiên liệu trong mùa đông. Những phương pháp này vẫn được thực hiện ngày nay ở phần cực tây của Mông Cổ, và các khu vực trước đây là một phần của quốc gia Dzungaria.
Cũng vì cấu trúc bán kiên cố của nơi trú ẩn mùa đông cho vật nuôi và bản thân họ khỏi cái lạnh, hầu hết nếu không phải tất cả những người du mục đều tham gia vào việc di cư (di cư theo mùa). Họ có các địa điểm mùa đông để dành cho mùa đông trong một thung lũng được bảo vệ bởi các ngọn núi trên hầu hết các ngọn gió, trong khi vào mùa hè họ di chuyển đến không gian thoáng hơn.

## Các yếu tố nhân tạo
Các yếu tố nhân tạo làm trầm trọng thêm tình hình do mùa đông khắc nghiệt gây ra. Dưới chế độ cộng sản, nhà nước quy định kích thước của đàn để ngăn chặn việc chăn thả quá mức. Những năm 1990 chứng kiến sự bãi bỏ quy định của nền kinh tế Mông Cổ và sự tăng trưởng đồng thời về nhu cầu len cashmere trên toàn thế giới được làm từ lông dê. Kết quả là, số lượng dê ở Mông Cổ đã tăng mạnh. Không giống như cừu, dê có xu hướng làm hại cỏ bằng cách tỉa rễ; móng guốc sắc nhọn của chúng cũng làm hỏng lớp trên của đồng cỏ, sau đó nó bị cuốn trôi bởi gió. Điều này dẫn đến sa mạc hóa.

## Mức độ và lịch sử
Không phải là không phổ biến khi zud làm chết đến hơn 1 triệu vật nuôi trong một mùa đông. Kỷ lục gần 7 triệu đầu gia súc bị mất năm 1944 đã không còn trong thế kỷ 21. Đáng chú ý, dao động bắc cực trong cả hai năm 1944–1945 và năm 2010 đã bị đẩy sâu hơn vào Trung Á kéo dài thời tiết cực lạnh kéo dài. Trong giai đoạn 1999–2000, 2000–2001 và 2001–2002, Mông Cổ chịu tác động của ba zud liên tiếp, trong đó số lượng vật nuôi bị mất là 11 triệu.
Vào mùa đông 2009-2010, 80% lãnh thổ của Mông Cổ bị bao phủ bởi một lớp tuyết dày 200–600mm. Ở aimag Uvs, nhiệt độ rất thấp (nhiệt độ ban đêm −48 °C / −54 °F) kéo dài trong gần 50 ngày. 9000 gia đình mất toàn bộ đàn vật nuôi trong khi có thêm 33.000 gia đình bị mất 50%. Bộ Thực phẩm, Nông nghiệp và Công nghiệp nhẹ báo cáo 2.127.393 con gia súc bị mất vào ngày 9/2/2010 (188.270 con ngựa, bò nhà, lạc đà và 1.939.123 con dê và cừu). Bộ nông nghiệp dự đoán rằng thiệt hại về vật nuôi có thể đạt đến 4 triệu trước khi kết thúc mùa đông. Nhưng đến tháng 5 năm 2010, Liên hợp quốc báo cáo rằng tám triệu, hay khoảng 17% toàn bộ gia súc của đất nước, đã bị chết.
Vào mùa đông 2015–2016, nhiệt độ lạnh khắc nghiệt đã được ghi nhận lại và hạn hán vào mùa hè trước đó đã dẫn đến lượng dự trữ thức ăn thiếu thốn với nhiều người chăn nuôi đang tạo ra một sự mất mát liên tục trong chăn nuôi.

## Hậu quả xã hội
Một số người chăn nuôi bị mất tất cả vật nuôi của họ vì zud phải tìm kiếm một cuộc sống mới trong các thành phố. Thủ đô Ulaanbaatar của Mông Cổ được bao quanh bởi những ngôi nhà bằng gỗ không có đường giao thông, hệ thống nước hoặc hệ thống thoát nước. Thiếu giáo dục và kỹ năng để tồn tại trong môi trường xã hội đô thị, nhiều người di cư không thể tìm được việc làm và rơi vào tình trạng nghèo cùng cực, nghiện rượu và trở thành tội phạm. Những người khác mạo hiểm mạng sống của họ trong các công việc khai thác mỏ  nguy hiểm và bất hợp pháp.

## Khu vực tương đương
Ở Kazakhstan, zhut là một thuật ngữ cho nạn đói do thiên tai.